# Antonio Ceci
Antonio Ceci (Ascoli Piceno, 11 ottobre 1852 – Pisa, 17 agosto 1920) è stato un medico e chirurgo italiano.

## Biografia
Inizialmente divenne Direttore della Clinica Chirurgica Propedeutica dell'Università di Genova, successivamente passò alla cattedra di Chirurgia dell'Università di Pisa.
Si distinse per aver effettuato interventi di laringectomia, di resezione totale della prima costola, di "estirpazione dei sacchi aneurismatici", di lisi del serramento cicatriziale dell'articolazione tempio-mandibolare, di svuotamento dell'empiema pleurico cronico.
Eseguì inoltre interventi di successo per rinoplastica e fu tra i primi in Italia a praticare la splenectomia; inoltre fu l'ideatore di una tecnica chirurgica che pubblicò nello scritto "della osteorrafia metallica sottocutanea perduta per il trattamento delle fratture della rotula".
Grande appassionato d'arte, alla sua morte lasciò una cospicua collezione di dipinti, disegni, monete, ceramiche, medaglie, bronzetti e miniature, alla città di Ascoli Piceno e al Museo Civico di Pisa, poi trasferite nel 1990 al Museo nazionale di palazzo Reale di Pisa.
Curò Giovanni Pascoli gravemente ammalato a Castelvecchio, e scoprì autopticamente che la causa del suo decesso era stata una neoplasia gastrica.

## Pubblicazioni
- Ago multiplo per sutura - Annali universali di medicina e chirurgia, Volume 268, Fascicolo 5 (mag, 1884), p. 401, su emeroteca.braidense.it.
- Resezione per la via dell'ano delle parti prostato-peritoneale e peritoneale del retto, del meso-retto e dell'estremo inferiore del sigma colico con spostamento in basso e sutura di quest'ultimo ecc. Ceci Annali universali di medicina e chirurgia, Volume 268, Fascicolo 4 (apr, 1884), p. 306, su emeroteca.braidense.it.
- La cocaina nelle operazioni chirurgiche, di A. Ceci Ceci A. Annali di chimica medico-farmaceutica e di farmacologia, Volume 2, Fascicolo 2 (ago, 1885), p. 130, su emeroteca.braidense.it.